# Miloslav Jankovský
Miloslav Jankovský (28. června 1922 – 1. května 1949), ve Francii uváděný jako Miroslav Jankowski, byl český fotbalový útočník, který nastupoval i jako záložník. Zemřel při nehodě motocyklu ve věku 26 let.

## Fotbalová kariéra
V československé lize hrál za mužstva SK Pardubice, AC Sparta Praha a SK Nusle. Se Spartou získal v roce 1946 ligový titul. Ve francouzské lize hrál za AS Saint-Étienne, nastoupil v 57 ligových utkáních (dal 5 ligových gólů) a v 5 pohárových utkáních.

## Ligová bilance
| Ročník                        | Zápasy | Góly | Klub             |
| ----------------------------- | ------ | ---- | ---------------- |
| Národní liga 1941/1942        | –      | 0    | SK Pardubice     |
| Národní liga 1941/1942        | –      | 0    | AC Sparta Praha  |
| Národní liga 1942/1943        | –      | 1    | AC Sparta Praha  |
| Národní liga 1943/1944        | –      | 0    | AC Sparta Praha  |
| Národní liga 1943/1944        | –      | 1    | SK Nusle         |
| Státní liga 1945/1946         | –      | 0    | AC Sparta Praha  |
| Ligue 1 1947/1948             | 31     | 4    | AS Saint-Étienne |
| Ligue 1 1948/1949             | 26     | 1    | AS Saint-Étienne |
| CELKEM 1. československá liga | –      | 2    |                  |